# طيران الشرق الأوسط

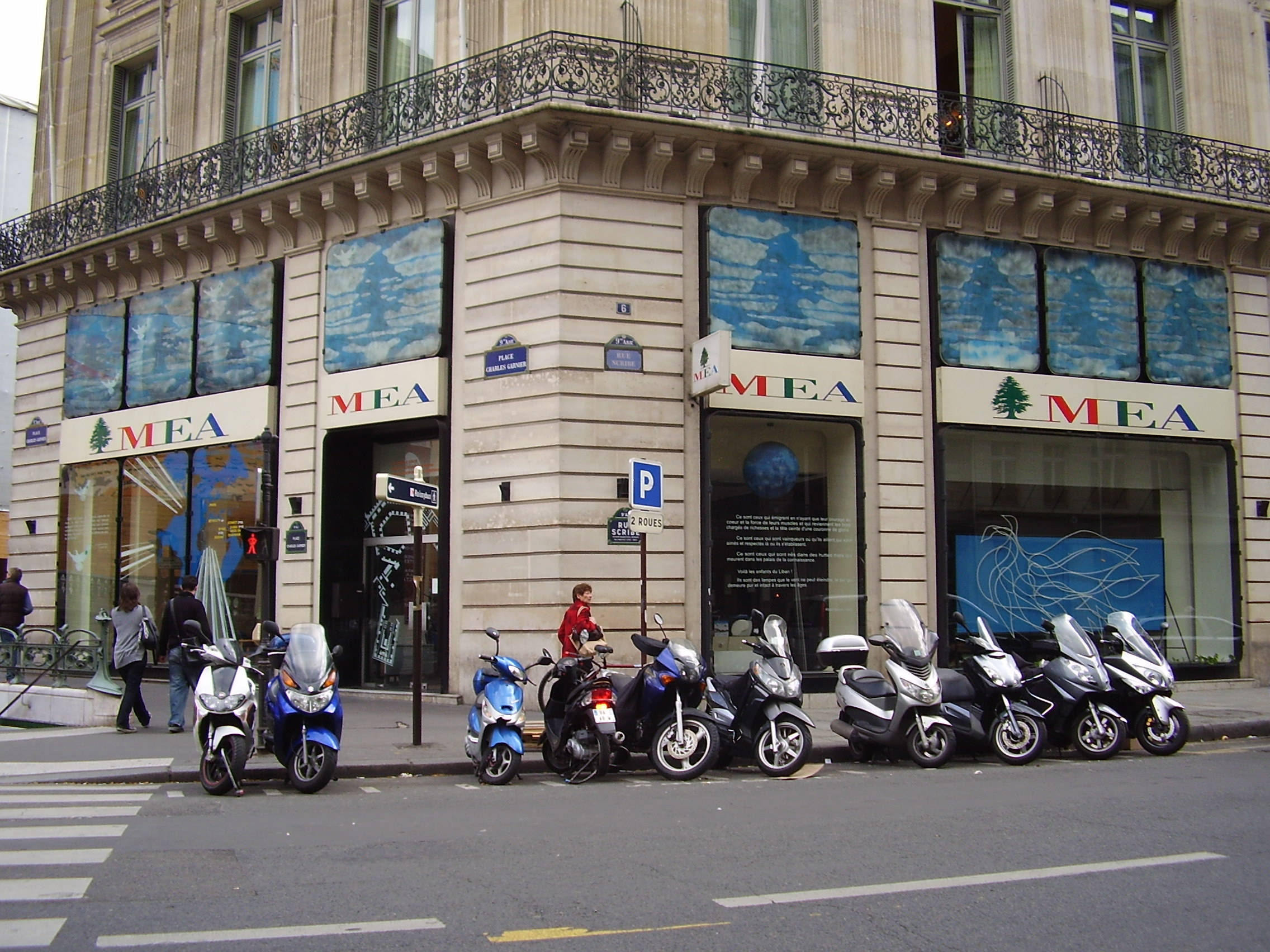
مكتب طيران الشرق الأوسط في باريس.

طيران الشرق الأوسط أو طيران الشرق الأوسط الخطوط الجوية اللبنانية هي شركة الطيران الوطنية اللبنانية، يقع مقرها الرئيسي في بيروت، وتقدم الشركة خدماتها إلى أكثر من 25 وجهة في الشرق الأوسط، أوروبا، وأفريقيا، تتخذ من مطار رفيق الحريري الدولي مركزاً لعملياتها، وغالبية الأسهم يمتلكها مصرف لبنان المركزي بنسبة (99%)، ويبلغ عدد الموظفين في الشركة قرابة 2,310 موظف. يعتبر طيران الشرق الأوسط عضواً في الاتحاد العربي للنقل الجوي. وفي عام 2007 انضمت إلى تحالف سكاي تيم عن طريق شريكتها الخطوط الجوية الفرنسية. وتتبع طيران الشرق الأوسط ثلاثة شركات أخرى هي «الشرق الأوسط لخدمة المطارات»، «الشرق الأوسط للمناولة الأرضية» و«الشرق الأوسط لخدمات الطائرات».

## نبذة تاريخية
يرجع تاريخ تأسيس طيران الشرق الأوسط إلى 31 مايو 1945 على يد صائب سلام، وقد حصل مؤسس الشركة على الدعم التشغيلي والدعم التقني من شركة الخطوط الجوية البريطانية لما وراء البحار "BOAC"، مع ثلاثة طائرات دي هافيلاند de Havilland" DH.89A" السريعة، بدأت عمليات الشركة رسمياً في 1 يناير 1946 برحلات بين بيروت ونيقوسيا أولاً، تلتها رحلات إلى العراق، مصر، سوريا. حصلت الشركة على طائرتين إثنتين من نوع دوغلاس دي سي - 3 في منتصف عام 1946. واشترت شركة بان أمريكان جزءاً من الأسهم وحصلت على عقد إداري لها في سبتمبر 1949، وفي أكتوبر 1955 قامت الشركة بشراء طائرات من «فيكرز فيسكاونت» (Vickers Viscount)، وأجّرت طائرات من نوع «أفرو يورك» وهي مخصصة للشحن (Avro York) في يونيو 1957.

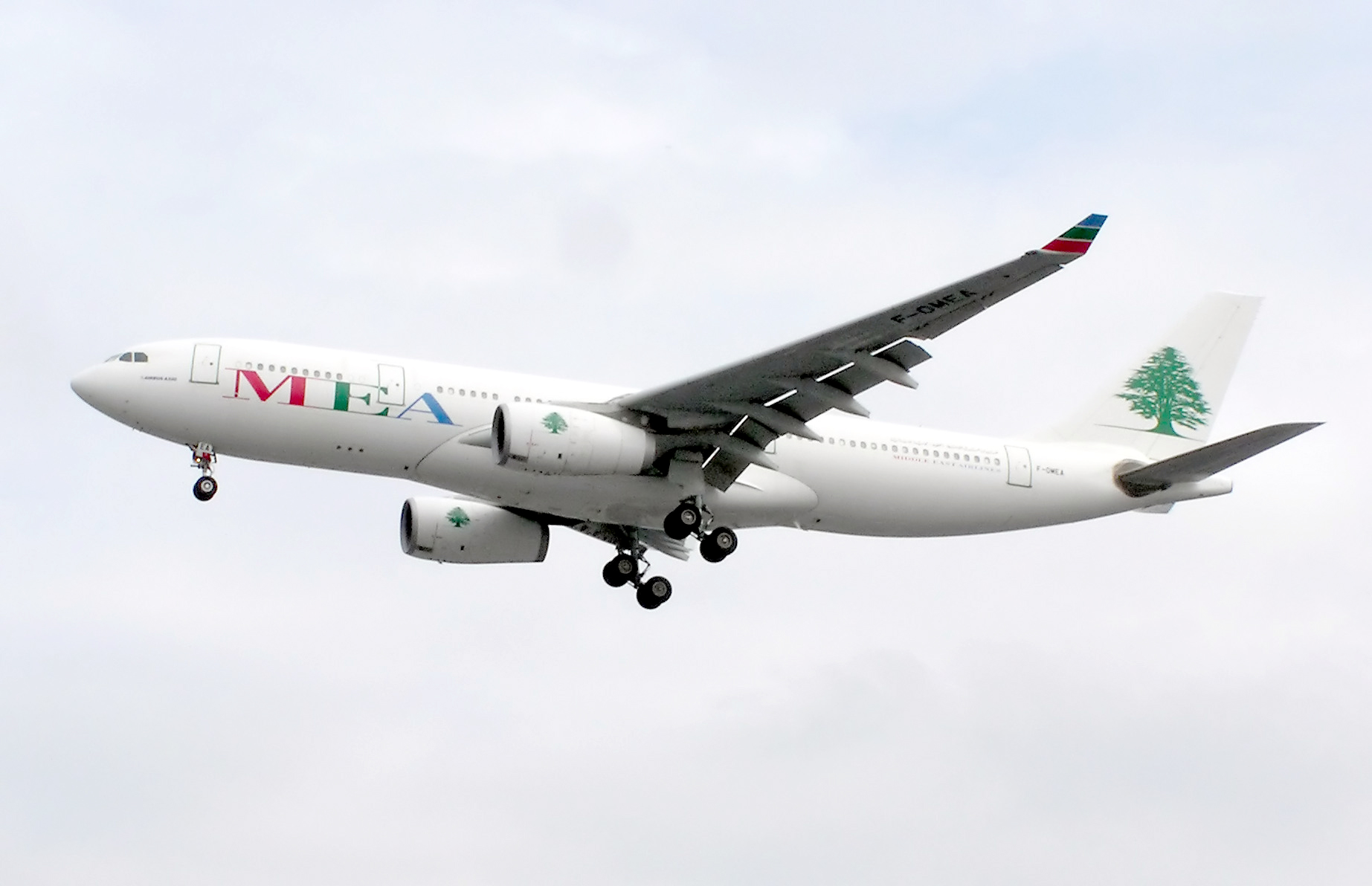
طائرة طيران الشرق الأوسط إيرباص إيه 330-200 أثناء عملية الهبوط

في 15 ديسمبر 1960 وصلت أول 4 طائرات دي هافيلند للشركة. بعد أن انتهت علاقة شركة (BOAC) مع الشركة في 16 أغسطس 1961، وفي 7 يونيو 1963 اندمجت شركة طيران الشرق الأوسط مع طيران لبنان، وقد أعطى هذا الدمج أسهم للخطوط الجوّيّة الفرنسيّة بنسبة 30%. أصبح اسم الشركة بعد هذا الاندماج: طيران الشرق الأوسط الخطوط الجوية اللبنانية. وفي عام 1963 تم تحديث الأسطول بثلاثة طائرات من نوع «سود أفياشن كارافلز» وثلاثة طائرات أخرى من طراز بوينغ 727، وفي يناير 1966 استأجرت الشركة طائرة واحدة من نوع (فيكرز في سي 10) وعدد من بوينغ 707. وبالرغم من أن عمليات الشركة توقفت بحلول عام 1967 بسبب حرب 1967، إلا أنه تم الاتفاق على الحصول على طائرة جديدة من نوع كونفاير سي في 990 أيه (Convair CV-990A) من الخطوط الجوية الأمريكية ودخلت الطائرة إلى الخدمة في 24 يونيو 1969، أدخلت الشركة طائرة جديدة من بوينغ 747 - 200 بدأ العمل بها في يونيو 1975 على خط طيران بيروت - لندن. إلا أن عمليات الشركة توقفت مرة أخرى بسبب الحرب الأهلية اللبنانية حتى عام 1991 عندما انتهت الحرب واستقر الوضع السياسي في لبنان.

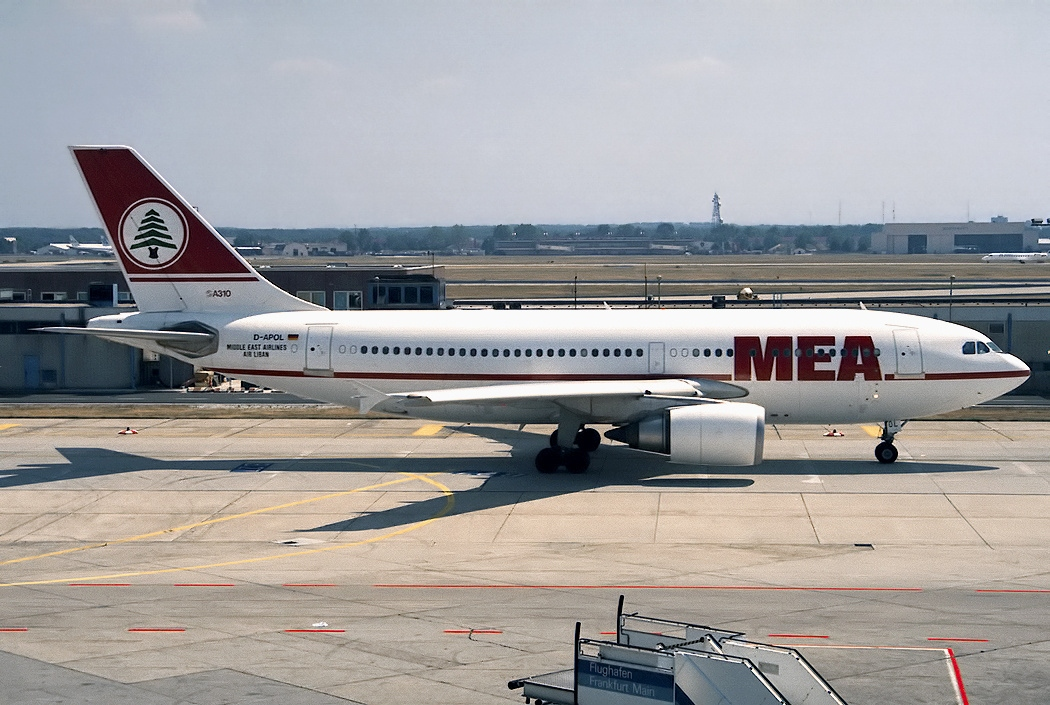
أحد الطائرات التابعة لطيران الشرق الأوسط ، في لحظة هبوطها على الأراضي الألمانية.

بين عامي 1993 و1994 تم شراء طائرة واحدة من طراز إيرباص إيه 310، وطائرات من طراز إيرباص إيه 321، وتلا ذلك شراء طائرات من طراز إيرباص إيه 330 التي حلت محل طائرات «الإيرباص إيه 310». وفي عام 2001 تمت إعادة هيكلة وتنظيم الشركة. توقفت عمليات الشركة مرة أخرى في صيف 2006 بسبب الحرب الإسرائيلية على لبنان، وبقيت طائرات الشركة موزعة على عدة دول في انتظار العودة إلى مطار بيروت، وذلك بعد أن فرضت القوات الإسرائيلية حصاراً جوياً على لبنان، وفي 7 سبتمبر 2006 انهت القوات الإسرائيلية 8 أسابيع طويلة من الحصار الجوي على لبنان. وقد هبطت أول طائرة من طيران الشرق الأوسط من باريس في مطار رفيق الحريري الدولي في الساعة 6:06 مساء بالتوقيت المحلى (3:03 مساء بتوقيت غرينيتش). وقد استؤنفت الرحلات بانتظام في 11 سبتمبر 2006.

## الوجهات
تقدم طيران الشرق الأوسط خدماتها إلى أكثر من 30 وجهة في الشرق الأوسط، أوروبا، وأفريقيا وتشمل المدن الآتية:

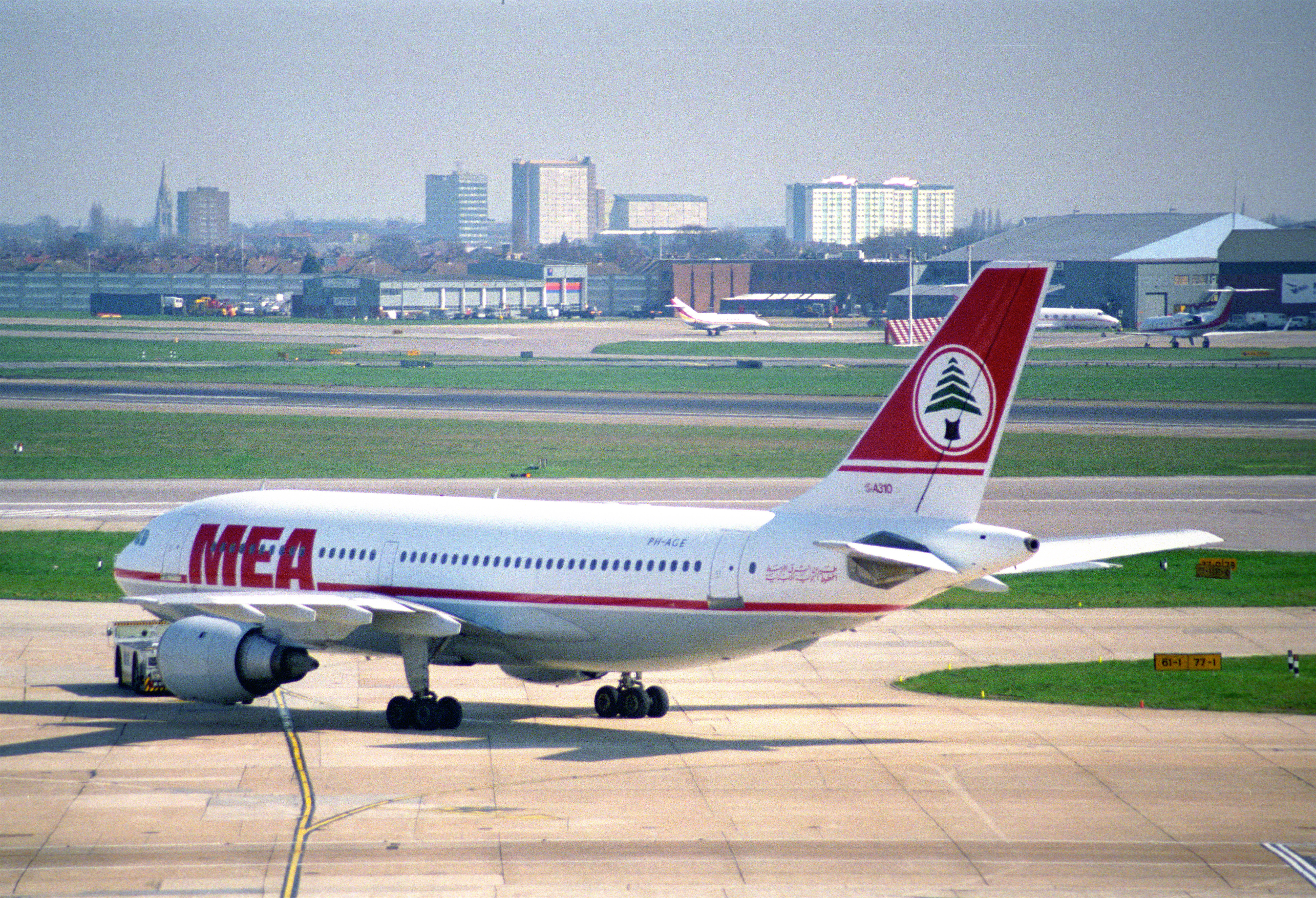
أحد الطائرات التابعة لطيران الشرق الأوسط ، في لحظة هبوطها على أراضي لندن.

- موسكو
- ستوكهولم
- أسلو
- كوبنهاجن
- برلين
- بوخترسيت
- إسطنبول
- براغ
- أحد الطائرات التابعة لطيران الشرق الأوسط ، في لحظة هبوطها على أراضي لندن.بروكسل
- لندن
- أمستردام
- لارنكا
- أثينا
- تونس
- روما
- نيس
- البندقية
- جنيف
- باريس
- بريست
- تولوز
- بياريتز
- باو
- مدريد
- مالقة
- لشبونة
- الدار البيضاء
- الرباط
- مونبلييه
- كليرمون فيران
- مانشستر
- برمنجهام
- بريفان
- أربيل
- بغداد
- النجف
- البصرة
- دبي
- الدمام
- أبو ظبي
- مسقط
- الرياض
- المدينة المنورة
- جدة
- عمان
- القاهرة
- بوسطن
- نيويورك
- واشنطن
- مونتريال
- أوتوا
- تورنتو
- ديترويت
- أتلانتا
- ميامي
- هيوستن
- لاس فيجاس
- كالجاري
- لوس أنجلوس
- سان فرانسيسكو
- كراكس
- بيرث
- ملبورن
- سيدني
- بيرزبين
- لاغوس
- أبيدجان
- الدوحة
- أكرا

## الأسطول
طيران الشرق الأوسط يمتلك الطائرات الأتية حتى تشرين الاول 2016:

## اتفاقيات الرمز المشترك
عقدت شركة طيران الشرق الأوسط اتفاقيات عديدة للرمز المشترك وهذه الشركات هي:
- الخطوط الجوية الفرنسية.
- الاتحاد للطيران.
- الخطوط الجوية القطرية.
- الخطوط الجوية العربية السعودية.
- الخطوط التونسية.
- الخطوط الجوية اليمنية.

## وصلات خارجية
- الموقع الرسمي لطيران الشرق الأوسط
- تفاصيل أسطول طيران الشرق الأوسط (بالإنجليزية)